# Louis Harris (Produzent)
Louis Harris (* 18. Januar 1906 in New York; † 6. Dezember 1991 in Woodland Hills, Vereinigte Staaten) war ein US-amerikanischer Filmproduzent, der 1945 für einen Oscar nominiert war.

## Leben
Mit dem Musik-Kurzfilm Mardi Gras von 1943 über den Mardi Gras (Faschingsdienstag) in New Orleans trat Harris erstmals als Produzent in Erscheinung. Daran schloss sich im selben Jahr die musikalische Romanze Caribbean Romance mit Eric Blore und Olga San Juan, der zweite Kurzfilm, der zu Paramounts Musical-Parade-Filmen zählt, an. Im Jahr 1944 arbeitete Harris in der musikalischen Komödie Halfway to Heaven erstmals mit Noel Madison sowie wiederum mit Betty Jane Rhodes und Johnny Johnston, wie schon in Mardi Gras, zusammen.
Louis Harris war mit Bombalera auf der Oscarverleihung 1945 in der Kategorie „Bester Kurzfilm“ (2 Filmrollen) für einen Oscar nominiert, musste sich jedoch Gordon Hollingshead und dem Siegerfilm I Won’t Play! geschlagen geben. Auch bei Bombalera arbeitete er mit Noel Madison, der Regie führte, und Olga San Juan und Johnny Johnston, die in den Hauptrollen besetzt waren, zusammen.
Danach produzierte er noch die Kurzfilme Boogie Woogie (Regie: Noel Madison), You Hit the Spot und im Oktober 1945 Hollywood Victory Caravan mit Robert Benchley, Humphrey Bogart und Carmen Cavallaro.
Louis Harris starb im Dezember 1991, was er beruflich und auch sonst nach der Produktion seines letzten Films 1945 gemacht hat, liegt jedoch im Dunkeln.

## Filmografie
- 1943: Mardi Gras (Kurzfilm)
- 1943: Caribbean Romance (Kurzfilm)
- 1944: Lucky Cowboy (Kurzfilm)
- 1944: Fun Time (Kurzfilm)
- 1944: Halfway to Heaven (Kurzfilm)
- 1944: Bonnie Lassie (Kurzfilm)
- 1944: Star Bright (Kurzfilm)
- 1945: Bombalera (Kurzfilm)
- 1945: Boogie Woogie (Kurzfilm)
- 1945: You Hit the Spot (Kurzfilm)
- 1945: Hollywood Victory Caravan (Kurzfilm)

## Auszeichnungen
- 1945: Oscarnominierung für den Kurz-Musicalfilm Bombalera